# Marian McPartland’s Piano Jazz with Guest Bill Evans
Marian McPartland’s Piano Jazz with Guest Bill Evans — альбом, представляющий собой запись радиопрограммы Piano Jazz Мэриэн Макпартлэнд от 6 ноября 1978 года (трансляция 27 мая 1979 года), гостем которой стал Билл Эванс. Релиз альбома состоялся в 1993 году на лейбле The Jazz Alliance. (Ранее запись программы, включающая только музыкальные номера, без интервью, была выпущена в бокс-сете The Complete Fantasy Recordings Эванса в 1989 году.)

## Отзывы критиков
| Оценки критиков                            | Оценки критиков |
| Источник                                   | Оценка          |
| ------------------------------------------ | --------------- |
| AllMusic                                   | [ 4 ]           |
| The Encyclopedia of Popular Music          | [ 5 ]           |
| The Guardian                               | [ 6 ]           |
| MusicHound Jazz: The Essential Album Guide | [ 7 ]           |
| The Rolling Stone Jazz & Blues Album Guide | [ 8 ]           |

В рецензии для AllMusic Скотт Яноу назвал этот выпуск одним из лучших во всём цикле передач Piano Jazz, потому что слушатель может познакомится не только с Биллом Эвансом-музыкантом, но и с ним самим. Джон Фордхэм из The Guardian отметил, что эта запись будет любопытной и увлекательной для всех, кто хочет узнать, как создаётся джаз. И хотя некоторые дуэты с Макпартлэнд ему показались немного хаотичными с точки зрения ритма, эти трудности, по его мнению, лишь подчёркивают величественную и свободную изобретательность Эванса.

## Список композиций
1. Билл Эванс сольно: «Waltz for Debby» (Билл Эванс) — 1:33
2. Conversation — 2:55
3. Билл Эванс сольно: «All Of You» (Коул Портер) — 2:18
4. Conversation — 0:18
5. Дуэт: «All of You» (Коул Портер) — 0:40
6. Conversation — 4:14
7. Дуэт: «In Your Own Sweet Way» (Дейв Брубек) — 5:02
8. Conversation/Demonstration — 5:40
9. Дуэт: «The Touch of Your Lips» (Рэй Нобл) — 2:48
10. Conversation — 4:57
11. Билл Эванс сольно: «Reflections in D» (Дюк Эллингтон) — 4:34
12. Conversation — 2:44
13. Дуэт: «Days of Wine and Roses» (Генри Манчини, Джонни Мерсер) — 3:15
14. Conversation — 2:35
15. Дуэт: «This Is All I Ask» (Гордон Дженкинс) — 3:58
16. Conversation — 0:43
17. Мэриэн Макпартлэнд сольно: «While We’re Young» (Алек Уайлдер, Уильям Энгвик) — 4:25
18. Conversation — 1:03
19. Дуэт: «I Love You» (Коул Портер) — 3:43